# Christian Ahlmann
Christian Ahlmann (17 dicembre 1974) è un cavaliere tedesco.

## Palmarès

### Olimpiadi
- 2 medaglie:
  - 2 bronzi (Atene 2004 nel salto a squadre; Rio de Janeiro 2016 nel salto a squadre)

### Mondiali
- 1 medaglia:
  - 1 bronzo (Aachen 2016 nel salto a squadre)

### Europei
- 6 medaglie:
  - 3 ori (Donaueschingen 2003 nel salto individuale; Donaueschingen 2003 nel salto a squadre; San Patrignano 2005 nel salto a squadre)
  - 3 argenti (Mannheim 2007 nel salto a squadre; Herning 2013 nel salto a squadre; Aachen 2015 nel salto a squadre)